# Konvexní (architektura)

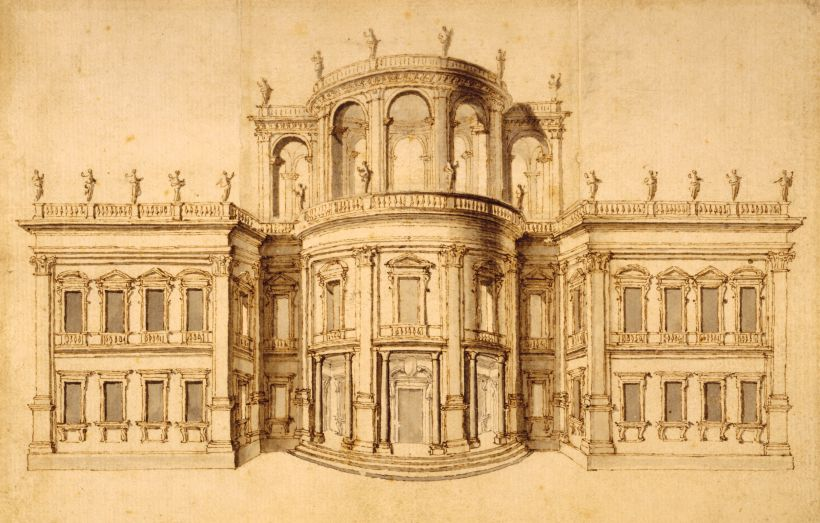
Příklad použití konvexní křivky v architektuře – průčelí zahradního paláce Lichtenštejnů ve Vídni

Slovo konvexní (lat. convexus – vypouklý, vypuklý) označuje plochy či křivky prohnuté směrem ven, resp. k pozorovateli. Je-li konvexní vydutí užito například na průčelí, působí na pozorovatele dojmem vznosnosti, pevnosti, nebo také dojmem napětí, nahromaděných sil, přetlaku. Opakem je termín konkávní.
Konvexní vypnutí stěny či dalších architektonických konstrukcí bylo časté především ve vrcholném a pozdním baroku, mnohdy jako součást konvexně-konkávní křivky.

## Metodická poznámka
Na rozdíl od běžného užití pojmu konvexní a konkávní je při popisu architektury vždy nutné vztahovat konvexnost a konkávnost k pozorovateli. Tatáž křivka obvodové stěny bude v interiéru chápána jako konvexní, zatímco na exteriéru stavby jako konkávní a naopak!